# Padež (miasto Leskovac)
Padež (cyr. Падеж) – wieś w Serbii, w okręgu jablanickim, w mieście Leskovac. W 2011 roku liczyła 25 mieszkańców.